# Chico (Texas)
Chico is een plaats (city) in de Amerikaanse staat Texas, en valt bestuurlijk gezien onder Wise County.

## Demografie
Bij de volkstelling in 2000 werd het aantal inwoners vastgesteld op 947.
In 2006 is het aantal inwoners door het United States Census Bureau geschat op 1079, een stijging van 132 (13,9%).

## Geografie
Volgens het United States Census Bureau beslaat de plaats een oppervlakte van
3,3 km², geheel bestaande uit land. Chico ligt op ongeveer 282 m boven zeeniveau.

## Plaatsen in de nabije omgeving
De onderstaande figuur toont nabijgelegen plaatsen in een straal van 20 km rond Chico.